# Maciej Brzoska
Maciej Brzoska (ur. 28 stycznia 1979 w Olsztynie) – polski aktor teatralny, telewizyjny i filmowy.

## Życiorys
Pochodzi z Olsztyna, gdzie uczęszczał do IV Liceum Ogólnokształcącego im. Marii Skłodowskiej-Curie i brał udział w zajęciach kółka teatralnego przy olsztyńskim Teatrze im. Stefana Jaracza. Po maturze przeniósł się do Krakowa, gdzie w 1998 ukończył prywatne Policealne Studium Aktorskie „Lart Studio”. Następnie studiował na Wydziale Zamiejscowym Państwowej Wyższej Szkole Teatralnej im. Ludwika Solskiego we Wrocławiu, którą ukończył w 2002.
Jego debiutem scenicznym była postać Franciszka Królikowskiego w sztuce Otello umiera (2002) na scenie Teatru Wybrzeże w Gdańsku, gdzie zagrał potem w latach 2003–2007 w spektaklach: Sen pluskwy Tadeusza Słobodzianka (2003), Sprawa miasta Ellmit (2003), Dialogi o zwierzętach (2003), szekspirowskim H. w reżyserii Jana Klaty jako Laertes (2004), Bash (2004), From Poland with love Pawła Demirskiego w reżyserii Michała Zadary (2005), Wesele Stanisława Wyspiańskiego jako Widmo (2005) oraz jednej z pierwszych tragedii szekspirowskich Tytus Andronikus w roli Lucjusza (2006).
Po raz pierwszy pojawił się na dużym ekranie w filmie sensacyjnym Janusza Kijowskiego Kameleon (2001) u boku Ewy Błaszczyk, Pawła Małaszyńskiego i Cezarego Morawskiego. Przed kamerę powrócił w komediodramacie Solidarność, Solidarność... (2005).
W serialu TVP1 Dwie strony medalu (2006–2007) zagrał Romka Pawlickiego, kapitana drużyny piłkarskiej, zdeterminowanego okolicznościami, w jakich przyszło mu dorastać, który dla jednych kolegów jest autorytetem, a dla innych awanturnikiem i nieprzejednanym antagonistą. W serialu Polsat Pierwsza miłość (2008) występował w roli Filipa Wojtkowicza, psychologa dziecięcego, w którym zakochała się Kinga Żukowska (Aleksandra Zienkiewicz), a w serialu TVN BrzydUla grał Piotra Sosnowskiego, lekarza kardiologa zakochanego w Uli Cieplak (Julia Kamińska). Występuje w epizodycznych rolach w różnych serialach.
Pojawił się w teledysku Kasi Kowalskiej A ty czego chcesz? (2008).

## Filmografia
- 2001: Kameleon
- 2005: X2 jako Paweł Ostrowski
- 2005: Solidarność, Solidarność...
- 2007: Dwie strony medalu jako Romek Pawlicki
- 2008: Twarzą w twarz 2 jako agent kontrwywiadu
- 2008–2009: Pierwsza miłość jako Filip Wojtkowicz, psycholog dziecięcy
- 2009: Teraz albo nigdy! jako Daniel (odc. 37)
- 2009: BrzydUla jako Piotr Sosnowski
- 2010: Nowa jako zabójca Arkadiusz Klimek (odc. 9)
- 2010: Ojciec Mateusz jako recepcjonista Roman (odc. 34)
- 2011: Plebania jako mecenas Witold Wierzbicki
- 2011: Czarny czwartek jako lekarz
- 2011: Instynkt jako Gerard Nadolski, wspólnik Kamila Małeckiego (odc. 2)
- 2012: Komisarz Alex jako Darek Sobisz, mąż Natalii (odc. 25)
- 2012–2015, 2018: Przyjaciółki jako Tadek, wspólnik Michała
- 2014: Ojciec Mateusz jako Jakub, brat Rafała (odc. 138)
- 2014: Barwy szczęścia jako Jacek Skąpski
- 2014: Prawo Agaty jako Michał Dołęga, były partner Joanny (odc. 74)
- 2015: Komisarz Alex jako Rafał Malicki (odc. 87)
- 2016: Rodzinka.pl jako tragarz Stalmach (odc. 182)
- 2016: Smoleńsk jako dowódca Tu-154
- 2017: Na dobre i na złe jako Sławek, mąż Mai (odc. 670)
- 2017: Belfer jako szef brygady SPAP (sezon 2, odc. 2)
- 2017, 2019: Dziewczyny ze Lwowa jako tajniak (odc. 19–21, 46)
- 2018: O mnie się nie martw jako pracodawca Angeliki (odc. 110)
- 2018: Ojciec Mateusz jako Arkadiusz Michalski, pielęgniarz w Domu Aktora Weterana (odc. 247)
- 2018: W rytmie serca jako Filip, przedstawiciel handlowy, pacjent Przychodni Rejonowej w Kazimierzu Dolnym (odc. 18)
- 2019: Pułapka jako sierżant Zygmunt Ścibor (odc. 10)
- 2019: Komisarz Alex jako Daniel Stacharski, partner Anny Surowiec (odc. 153)
- 2019: Miłość na zakręcie
- 2019: Młody Piłsudski jako drukarz Bonke (odc. 5)
- 2019: Dziewczyny ze Lwowa jako tajniak (odc. 46)
- 2019: Ślad jako Daniel Chruszcz, informatyk pracujący w Paryżu, dawny kolega ze studiów Alicji Gołębskiej (odc. 64)
- 2020: O mnie się nie martw jako Adrian Jacoszek, ojciec Borysa (odc. 157)
- 2020: Mały zgon jako aspirant
- 2020: Na Wspólnej jako Olaf Kubicki (odc. 3006)
- 2020: Mały zgon jako aspirant (odc. 8, 9)
- 2020–2021: Święty
- 2021:Wojenne dziewczyny jako Karl Meier
- 2023:"Na dobre i na złe" jako Grzegorz (odc.903)

## Teatr telewizji
- 2007: Inka 1946 (Sceny Faktu) jako Konus